# Ermesinde (stacja kolejowa)
Ermesinde (port: Estação Ferroviária de Ermesinde) – stacja kolejowa w Ermesinde, w dystrykcie Porto, w Portugalii. Znajduje się na Linha do Minho, Linha do Douro i Concordância de São Gemil.
W 2010 r. było 11 torów, o różnej długości między 210 i 598 metrów, peronby mają 220 metrów długości i 75 cm wysokości. Stacja znajduje się na Largo da Estação.